# Carpaneto Piacentino
Carpaneto Piacentino é uma comuna italiana da região da Emília-Romanha, província de Piacenza, com cerca de 6.881 habitantes. Estende-se por uma área de 63 km², tendo uma densidade populacional de 109 hab/km². Faz fronteira com Cadeo, Castell'Arquato, Fiorenzuola d'Arda, Gropparello, Lugagnano Val d'Arda, Pontenure, San Giorgio Piacentino.

## Demografia
| Variação demográfica do município entre 1861 e 2011                               |
|                                                                                   |
| Fonte: Istituto Nazionale di Statistica (ISTAT) - Elaboração gráfica da Wikipedia |